# Compsibidion decemmaculatum
Compsibidion decemmaculatum là một loài bọ cánh cứng trong họ Cerambycidae.